# Кристоф I Витцтум фон Екщедт (1552 – 1599)
Кристоф I Витцтум фон Екщедт (на немски: Christoph I Vitzthum von Eckstädt; * 1552; † 19 юли 1599) е благородник от род Витцтум-Екщедт и офицер в Курфюрство Саксония.
Той е син на Георг II Витцтум фон Екщедт (1503 – 1570) и втората му съпруга Анна фон Пфлуг († 1570). Внук е на Буркхард II Витцтум фон Екщедт († 1517) и Урсула фон Волфрамсдорф. Брат е на Георг фон Витцтум-Екщет (1551 – 1605).
Той е бранденбургски щал-майстер на архиепископския манастир Магдебург, след това хауптман на Алтенбург, курфюрст-саксонски полковник, хауптман на манастир Кведлинбург. Той е съсобственик на рицарското имение Канавурф и на фамилното имение Екщедт и продава своята част през 1591 г.
Той живее от 1597 г. във Фрайхоф в Кведлинбург. Къщата е запазена до днес.

## Фамилия
Кристоф I Витцтум фон Екщедт се жени на 4 септември 1582 г. за Мария фон Хаген (* 1562; † 23 септември 1638), дъщеря на магдебургския съветник Кристоф фон Хаген (1538 – 1572) и Маргарета фон Бюнау от Дройсиг (* ок. 1540). Те имат четири сина:
- Фридрих VII Витцтум фон Екщедт (* 1588)
- Георг VI Витцтум фон Екщедт (* 7 април 1593; † 22 март 1641), женен на 8 октомври 1618 г. за Елизабет фон Рьобел (* 1597; † 10 декември 1627)
- Кристоф IV Витцтум-Екщедт (* 25 август 1594 в дворец Кведлинбург; † 29 август 1653 в дворец Кведлинбург), женен I. за Хедвиг Елизабет фон Рауххаупт († 5 декември 1634 в дворец Кведлинбург), II. на 19 октомври 1636 г. във Волфсбург за София фон Хан († 17 август 1676).
- Ханс VI Витцтум фон Екщедт (* 1595; † 11 януари 1648)